# Эль-Ареналь (Идальго)
Эль-Ареналь (исп. El Arenal) — посёлок и административный центр одноимённого муниципалитета в мексиканском штате Идальго. Численность населения, по данным переписи 2010 года, составила 4 026 человек.

## История

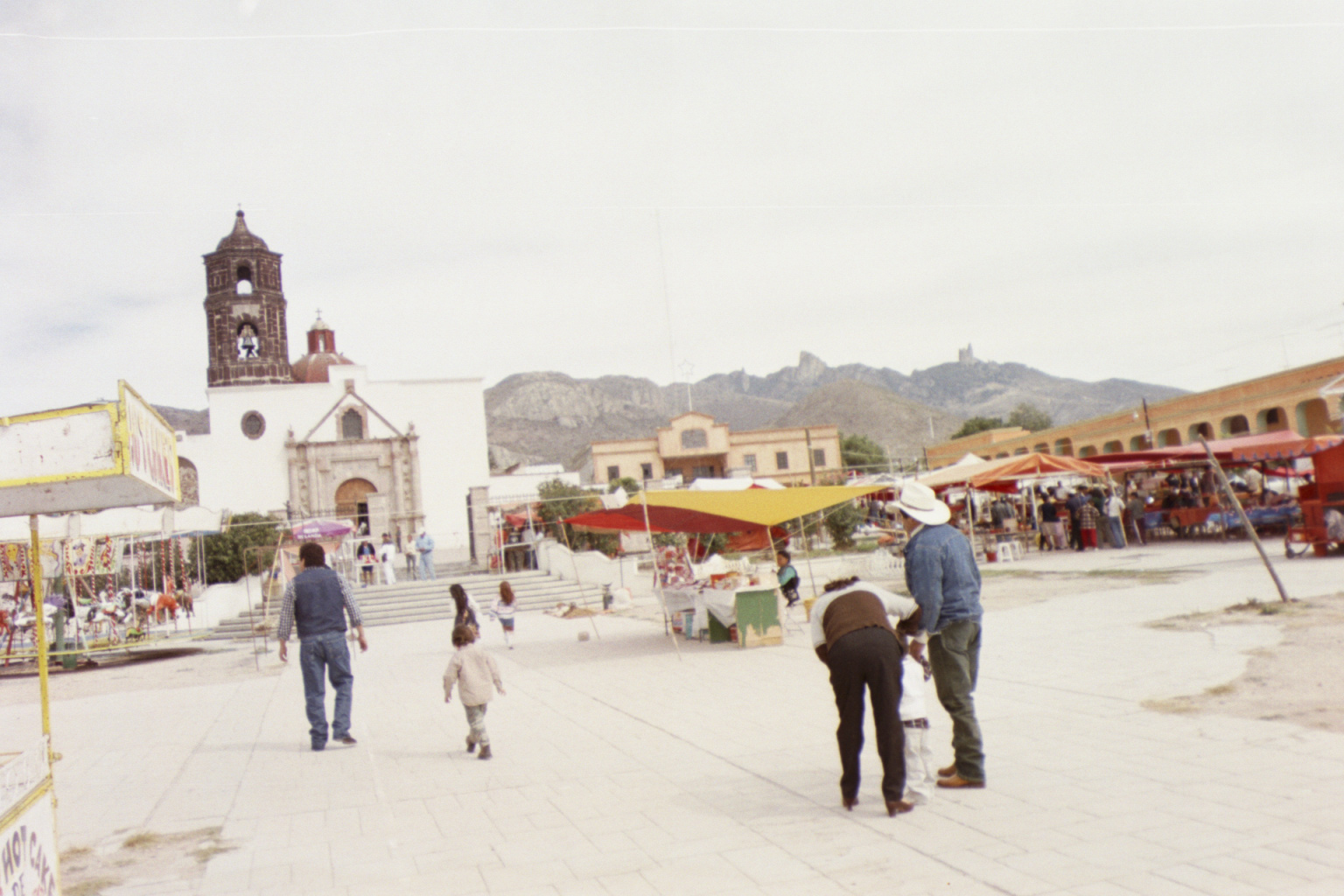
Центральная площадь с церковью, администрацией и торговыми рядами

Город основан в 1826 году.